# كور درق (غوزل درة)
کور درق (بالفارسية: کردرق) هي قرية تقع في إيران في قسم غوزل درة الریفي. يقدر عدد سكانها بـ 81 نسمة بحسب إحصاء 2016.